# ウィリアムズハコヨコクビガメ
ウィリアムズハコヨコクビガメ（Pelusios williamsi）は、ヨコクビガメ科ハコヨコクビガメ属に分類されるカメ。

## 分布
- P. w. laurenti　ローレントハコヨコクビガメ

タンザニア（ヴィクトリア湖ウケレウェ島周辺）固有亜種
- P. w. lutescens　エドワードハコヨコクビガメ

ウガンダ西部、コンゴ民主共和国東部のアルバート湖、エドワード湖およびその周辺
- P. w. williamsi　ビクトリアハコヨコクビガメ

模式産地はヴィクトリア湖（ケニア）
ウガンダ南東部、ケニア西部、タンザニア北部のヴィクトリア湖およびその周辺

## 形態
最大甲長25cm。背甲上から見ると中央部かやや後方で最も幅広くなる細長い卵型。椎甲板にあまり発達していない筋状の盛り上がり（キール）があり、上部は平坦でわずかに凹む。後部縁甲板の外縁は尖らない。背甲の色彩は黒や暗褐色一色。背甲と腹甲の継ぎ目（橋）には腋下甲板がない。腹甲は腹甲板と股甲板の継ぎ目（シーム）でわずかに括れる。間喉甲板は細長くやや大型で、横幅は左右の腹甲板と股甲板のシームの長さの0.25倍以上。蝶番は第5縁甲板中央部より後方に接する。前部の甲板（前葉）は長く、左右の腹甲板の継ぎ目の長さ（間腹甲板長）の2倍以上。左右の肛甲板の間には深い切れ込みが入る。左右の股甲板の継ぎ目の長さ（間股甲板長）は、左右の肛甲板の継ぎ目の長さ（間肛甲板長）よりも長い。
頭部は大型で、分厚い。吻端は突出する。上顎の先端が浅く凹み、その両脇が突出する個体もいる。下顎には小さい髭状突起が2本ある。頭部の色彩は緑褐色や暗褐色で、淡褐色や黄褐色、灰色などの虫食い状の斑紋や斑点が入る。四肢や尾の色彩は褐色や暗灰色だが、成長に伴い基部や腹面が淡黄色になる。
- P. w. laurenti　ローレントハコヨコクビガメ

間喉甲板の縦幅は、前葉の縦幅の半分より長い。前葉の縦幅は、後葉の縦幅と同じかやや短い。腹甲の色彩は黄色で、暗色の斑紋が入る。
- P. w. lutescens　エドワードハコヨコクビガメ

間喉甲板の縦幅は、前葉の縦幅の半分より短い。前葉の縦幅は、後葉の縦幅と同じかやや短い。腹甲の色彩は黄色で、灰色や褐色の斑紋が入る。
- P. w. williamsi　ビクトリアハコヨコクビガメ

間喉甲板の縦幅は、前葉の縦幅の半分より長い。前葉の縦幅は、後葉の縦幅よりも長い。腹甲の色彩は黒や暗褐色で、シーム周辺は淡黄色。

## 分類
- Pelusios williamsi laurenti　Bour, 1984　ローレントハコヨコクビガメ　Ukerewe Island mud turtle
- Pelusios williamsi lutescens　Laurent, 1956　エドワードハコヨコクビガメ　Albert nile mud turtle
- Pelusios williamsi williamsi　Laurent, 1956　ビクトリアハコヨコクビガメ　Lake Victoria mud turtle

## 生態
水深の深い湖、沼、河川などに生息する。
食性は動物食傾向が強いと考えられている。

## 人間との関係
ペットとして飼育されることがあり、日本にも輸入されている。世界的にも流通例は少ない。